# Tim Haspel
Timothy Haspel est un personnage fictif créé par Ilene Chaiken pour la série télévisée The L Word. Il est interprété par l'acteur Eric Mabius. Il est un personnage principal durant la première saison, puis apparaît à quelques reprises au cours des saisons 2, 3 et 6.

## Biographie
Tim est le voisin de Bette et Tina et travaille en tant qu’entraîneur pour une équipe de natation féminine de niveau universitaire. Il est également le petit ami de Jenny durant la majorité de la première saison, jusqu’à leur divorce.
Le personnage de Tim est peu présent dans la deuxième saison de la série puisqu’il décide d’accepter un poste dans l’Ohio. 
On ne le voit également que très rarement dans la troisième saison alors qu’il revient à Los Angeles avec sa nouvelle femme, Beckie, qui attend un enfant. Il réagit mal face au nouveau petit ami de Jenny, Max, et on ne le reverra que dans l’épisode final de la sixième saison lors d’une vidéo produite en l’honneur de Bette et Tina où il semble heureux et souhaite le meilleur à ses anciennes voisines.

## Relations amoureuses
Durant la première saison, Tim est le petit ami de Jenny et l’épouse lors d’un des premiers épisodes, avant d’apprendre qu’elle le trompe avec Marina. Lorsqu’il surprend les deux femmes en train de faire l’amour, il menace Jenny, puis fini par la marier, pour vouloir la divorcer le lendemain matin. C’est de cette manière que leur relation se termine, alors que Tim abandonne Jenny dans une chambre d’hôtel avant de retourner à leur maison de Los Angeles.
Après sa rupture avec Jenny, Tim commence à fréquenter Trish, une des jeunes femmes dans l’équipe de natation qu’il coach. Compte tenu du statut de Tim envers la jeune femme et le fait que cette dernière n’est pas rendue au même stade dans sa vie, les deux tourtereaux mettront rapidement un terme à cette relation. 
Lors de la troisième saison, on apprend que Tim est marié et que sa femme attend un enfant. On ne revoit plus Tim par la suite, sauf lors de l’épisode final en 2009.

## Apparition du personnage par épisode
| Tim Haspel | Tim Haspel | Tim Haspel | Tim Haspel | Tim Haspel | Tim Haspel | Tim Haspel | Tim Haspel | Tim Haspel | Tim Haspel | Tim Haspel | Tim Haspel | Tim Haspel |
| Saison 1   | Saison 1   | Saison 1   | Saison 1   | Saison 1   | Saison 1   | Saison 1   | Saison 1   | Saison 1   | Saison 1   | Saison 1   | Saison 1   | Saison 1   |
| ---------- | ---------- | ---------- | ---------- | ---------- | ---------- | ---------- | ---------- | ---------- | ---------- | ---------- | ---------- | ---------- |
| 01         | 02         | 03         | 04         | 05         | 06         | 07         | 08         | 09         | 10         | 11         | 12         | 13         |
| Oui        | Oui        | Oui        | Oui        | Oui        | Oui        | Oui        | Oui        | Oui        | Oui        | Oui        | Oui        | Oui        |
| Saison 2   |            |            |            |            |            |            |            |            |            |            |            |            |
| 01         | 02         | 03         | 04         | 05         | 06         | 07         | 08         | 09         | 10         | 11         | 12         | 13         |
| Oui        | -          | -          | -          | -          | -          | -          | -          | -          | -          | -          | -          | -          |
| Saison 3   |            |            |            |            |            |            |            |            |            |            |            |            |
| 01         | 02         | 03         | 04         | 05         | 06         | 07         | 08         | 09         | 10         | 11         | 12         |            |
| -          | -          | -          | -          | -          | -          | -          | -          | -          | Oui        | -          | -          |            |
| Saison 4   |            |            |            |            |            |            |            |            |            |            |            |            |
| 01         | 02         | 03         | 04         | 05         | 06         | 07         | 08         | 09         | 10         | 11         | 12         |            |
| -          | -          | -          | -          | -          | -          | -          | -          | -          | -          | -          | -          |            |
| Saison 5   |            |            |            |            |            |            |            |            |            |            |            |            |
| 01         | 02         | 03         | 04         | 05         | 06         | 07         | 08         | 09         | 10         | 11         | 12         |            |
| -          | -          | -          | -          | -          | -          | -          | -          | -          | -          | -          | -          |            |
| Saison 6   |            |            |            |            |            |            |            |            |            |            |            |            |
| 01         | 02         | 03         | 04         | 05         | 06         | 07         | 08         |            |            |            |            |            |
| -          | -          | -          | -          | -          | -          | -          | Oui        |            |            |            |            |            |